# Каф-Крик
Культура Каф-Крик, англ. Calf Creek Culture — культура кочевых охотников-собирателей, проживавших на территории Великих равнин в Северной Америке, в особенности на территории современного штата Оклахома, в архаический период (около 5 тыс. лет назад).

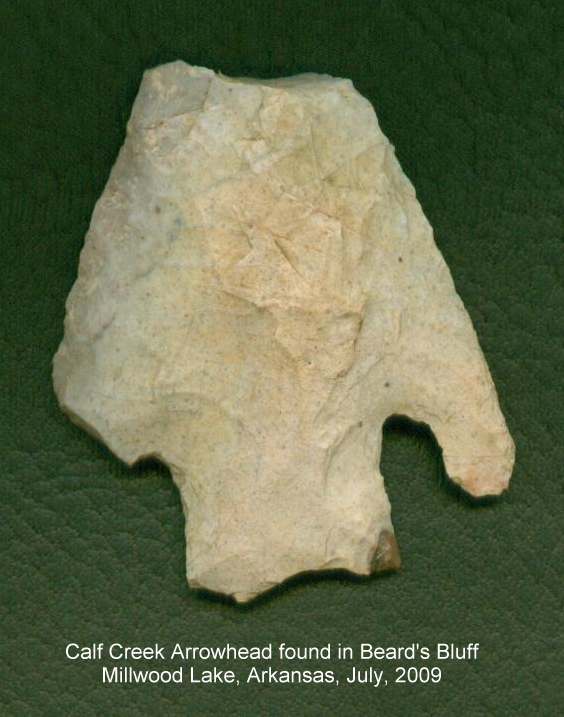
Наконечник стрелы культуры Калф-Крик

Особенностью данной культуры было использование крупных кремнёвых копьевых наконечников с термической обработкой. В 2003 г. на берегу реки Арканзас был обнаружен череп бизона возрастом 5120 ± 25 лет с застрявшим подобным наконечником. Размер наконечника и размер раны позволяет предположить, что данная культура использовала атлатли.